# La Erradura
La Erradura är en ort i Mexiko.   Den ligger i kommunen Santa María Huatulco och delstaten Oaxaca, i den sydöstra delen av landet, 500 km sydost om huvudstaden Mexico City. La Erradura ligger 216 meter över havet och antalet invånare är 1 077.
Terrängen runt La Erradura är kuperad norrut, men söderut är den platt. Runt La Erradura är det ganska tätbefolkat, med 60 invånare per kvadratkilometer. Närmaste större samhälle är Santa María Huatulco, 1,5 km öster om La Erradura. I omgivningarna runt La Erradura växer huvudsakligen savannskog.